# Reeve
Pour les articles homonymes, voir Reeve (nom).
Le reeve est, dans l’Angleterre anglo-saxonne, un officiel assurant des responsabilités déléguées par la couronne par exemple de juge en chef d'une ville ou d'un district. 
Après la conquête normande de l'Angleterre, il désigne un homme de rang plus bas, payé pour gérer un manoir et surveiller les paysans. 
L'historien Henry Royston Loyn dit à propos du reeve qu'« il est le premier spécialiste de la gestion immobilière. ».
Son équivalent  français au Moyen Âge, avec les deux mêmes distinctions temporelles, est « ministérial » dans le cas général et « vidame » dans le cas d'une seigneurie ecclésiastique. On peut également le rattacher aux rifleurs, terme qui désigne les bourreaux.

## L'Angleterre anglo-saxonne
Avant la conquête, un reeve (en vieil anglais : gerefa;  en bas allemand d'Allemagne du nord : greve gräfe) est un agent administratif généralement de rang plus bas que le ealdorman ou le earl.  
Le terme gerefa avait un sens très général, il prendra très tôt un sens plus technique. Les différents types de reeves attestés avant la conquête incluent le High-reeve, le Town-reeve, le Port-reeve, le Shire-reeve, le reeve du Hundred et le reeve responsable d'un manoir. L'historien Bede traduit souvent le terme par le Latin prefectus comme le font certaines chartes anglo-saxonnes. Les chartes ouest-saxonnes préfèrent réserver l'appellation prefectus aux ealdormen.
L'Angleterre du début du XIe siècle employait des shire reeves pour aider à la détection et à la prévention de délits. Des groupes de dix familles nommés tithings recevaient la mission d'une surveillance de voisinage et étaient organisés en groupes de 100 familles ou Hundreds. Ces hundreds étaient supervisés par un constable. Les groupes d'hundreds d'une zone géographique étaient regroupés en shires et étaient aux ordres du Roi.

## Après la conquête normande
Après la conquête normande le terme reeve désigne l'homme payé pour superviser le travail réalisé sur les terres d'un manoir. Il a été décrit comme étant « le pivot du système seigneurial ».
Pour le seigneur du fief, il doit surveiller le travail que les paysans doivent fournir en échange de leur droit sur les terres du manoir, sur les terres du demesne et plus généralement surveiller les serfs et les paysans dans la propriété. Il est aussi responsable de plusieurs aspects financiers du manoir comme la vente de produits, la collection d'argent et le paiement des comptes. Le reeve est lui-même un paysan et est sujet du Lieutenant du roi, toutefois ce dernier ne réside pas toujours au manoir et ne se charge pas du travail quotidien. Le reeve est choisi une fois l'an, généralement à la Saint-Michel, mais un homme qui assurait efficacement sa charge et avait la confiance du Lord et des paysans avait de grandes chances de garder sa charge en permanence. Au XIVe siècle le reeve était souvent un agent permanent du manoir.
Dans certains manoirs le reeve est nommé par le seigneur mais dans d'autres il est élu par les paysans, avec ou sans droit de veto du lord. Ceci dépendait des coutumes du château mais il y avait une tendance croissante à l’élection par les paysans. Sans doute un reeve élu était plus volontiers obéi par les paysans et parfois les paysans auraient été plus fiables financièrement en cas de défaut du reeve.